# 5747 Williamina
5747 Williamina eller 1991 CO3 är en asteroid i huvudbältet som upptäcktes den 10 februari 1991 av den australiensiske astronomen Robert H. McNaught vid Siding Spring-observatoriet. Den är namngiven efter Williamina Fleming, en skotsk-amerikansk astronom.
Asteroiden har en diameter på ungefär 9 kilometer. 